# Oliver Hentschel

Weltmeistermannschaft 2006, Hentschel ist Zweiter von links

Oliver Hentschel (* 10. Juni 1981 in Berlin) ist ein deutscher Hockeyspieler und ehemaliges Mitglied im deutschen A-Kader.
Oliver Hentschel ist der Sohn von Steffi Hentschel, die als Steffi Drescher Weltmeisterin 1976 war. Das Hockeyspielen begann er mit seinem älteren Bruder Tobias und dem späteren Nationalspieler Justus Scharowsky beim TV 1848 Schwabach. Sein Weg führte ihn anschließend über den Sport Club Charlottenburg zum Club an der Alster, mit dem er zweimal Europacup-Sieger und fünf Mal Deutscher Meister wurde.
Hentschel bestritt schon als Jugendlicher insgesamt 95 Länderspiele (52 Tore) für den Deutschen Hockey-Bund mit seinem größten Erfolg 2000 als Vize-Junioren-Europameister in Madrid. 1999 absolvierte er sein erstes Spiel in der Nationalmannschaft der Herren. Bis 2007 bestritt Hentschel 68 Länderspiele für Deutschland, in denen er 13 Tore erzielte.
Seinen größten Triumph feierte er beim Gewinn der Weltmeisterschaft 2006 in Mönchengladbach mit der deutschen Nationalmannschaft. Hentschel stürmte bei der Weltmeisterschaft in allen sieben Spielen und erzielte zwei Tore. Zweimal war Hentschel auch bei der FIH Champions Trophy dabei. 2004 in Lahore belegte die deutsche Mannschaft den fünften Platz, 2007 in Kuala Lumpur siegte das deutsche Team. 